# David Arkenstone
David Arkenstone (Chicago, 1º luglio 1952) è un musicista e compositore statunitense.

## Biografia
Amante della musica sin dall'età di dieci anni, si trasferisce da Chicago in California. Arkenstone sperimenta in gioventù diversi stili musicali suonando la tastiera e la chitarra. Dopo aver scoperto la musica New Age attraverso la musica di Kitaro, Arkestone trova una sua nuova dimensione musicale. Con il tempo lo ispira la crescente sinergia tra informatica e strumenti musicali, utilizzando per la maggior parte delle sue opere il suo computer unito a sintetizzatori e chitarre. Tipico esempio di questa miscela di texture elettroacustiche è evidente nell'album del 1998, "Book of Days" e di altri brani di altri autori che parteciparono al progetto Troika, da lui ideato.
Verso la metà dell'anno 2000, Arkenstone torna con l'album, "Carovan of Light" seguito nel 2001 da "Frontier". Nel 2002 riceve, sia due nomination al Grammy, che diversi Billboard New Age Smash Hits. La sua eredità prosegue con le versioni di "Sketches From An American Journey" nel giugno 2002 e di "Atlantis" nel settembre 2004. La sua musica è indubbiamente di ispirazione new Age, prevalentemente strumentale, contenendo talvolta rari o pochi vocalizzi. Molti dei suoi CD includono mappe e storie di ispirazione fantasy. Egli stesso cita, come sia stato molto influenzato dalla world music, dalla new age, dalla musica classica europea ed dal rock and roll e dalla musica elettronica.

## Discografia

### Album in studio
- Valley in the Clouds 1987 (Narada)
- Island (con Andrew White) 1989 (Narada)
- Citizen of Time 1990 (Narada)
- In the Wake of the Wind 1991 (Narada)
- The Spirit of Olympia (con Kostia) 1992 (Narada)
- Another Star in the Sky 1994 (Narada)
- Quest of the Dream Warrior 1995 (Narada)
- Return of the Guardians 1996 (Narada)
- Convergence (con David Lanz) 1996 (Narada)
- Spirit Wind 1997 (Windham Hill)
- Enchantment: A Magical Christmas 1997 (Narada)
- The Celtic Book of Days 1998 (Windham Hill)
- Citizen of the World 1999 (Windham Hill)
- Caravan of Light 2000 (Narada)
- Frontier 2001 (Paras Recording)
- Music Inspired by Middle Earth 2001 (Neo Pacifica Recordings)
- Avalon: A Celtic Legend 2002 (Paras Group International)
- Spirit of Tibet: A Musical Odyssey 2002 (Green Hill Productions)
- Sketches from an American Journey 2002 (Paras Recording)
- Aah Nee Mah The Grand Circle 2002 (Paras Group International)
- Spirit of Ireland 2003 (Green Hill Productions)
- Christmas Pan Pipes 2003 (Green Hill Productions)
- Oddysea... A Musical Voyage 2003 (Neo Pacifica Recording)
- Spirit of the Rain Forest 2003 (Green Hill Productions)
- African Skies (con Diane Arkenstone) 2003 (Neo Pacifica Recordings)[1]
- Christmas Spirit 2003 (Village Square Music)
- Echoes of Egypt (con Diane Arkenstone) 2004 (Neo Pacifica Recordings)
- Caribbean Dreams 2004 (Village Square)
- Atlantis: A Symphonic Journey 2004 (Narada Records)
- Celtic Sanctuary (con Kathleen Fisher) 2006 (Green Hill Productions)
- Myths & Legends 2006 (Gemini Sun Record)
- Celtic Romance (con Kathleen Fisher) 2007 (Green Hill Productions)
- Echoes of Light and Shadow 2008 (Gemini Sun Records)
- Be Thou My Vision: Celtic Hymns (con Kathleen Fisher) 2008 (Green Hill Production)
- Christmas Lounge 2008 (Green Hill Productions)
- Chillout Lounge 2009 (Green Hill Productions)
- Caribbean Nights 2009 (Green Hill Productions)
- Celtic Chillout 2010 (Green Hill)
- The Magic Light of the Colorado Plateau 2010 (Oakenshield Recordings)
- Ambient World 2011 (Domo Records)

### SerieTroika
- Goddess 1996 (Narada)
- Troika II: Dream Palace 1997 (Narada)
- Faeries: A Realm of Magic and Enchantment 1999 (Narada)
- Shaman 2000 (Narada)
- Kingdom of the Sun 2003 (Narada)

### Album live
- Live! (con N. Gunn, J. Linstead, L. Gold) 2008 (Gemini Sun Records)

### Compilation
- Chronicles 1993 (Narada)
- Eternal Champion 1998 (Narada)
- Visionary 2002 (Narada)
- Relaxation (Various Artists) 2004 (BMG Music)
- Best of David Arkenstone 2005 (Narada)

### Colonne sonore
- Robot Wars Soundtrack 1993 (Moonstone)
- Emperor: Battle for Dune 2001 (ha composto il tema della Casa Harkonnen)
- World of Warcraft: Taverns of Azeroth 2007
- World of Warcraft: Cataclysm (con Neal Acree, Russell Brower, Derek Duke, e Glenn Stafford) 2010